# Miconia inconspicua
Miconia inconspicua är en tvåhjärtbladig växtart som beskrevs av Friedrich Anton Wilhelm Miquel. Miconia inconspicua ingår i släktet Miconia och familjen Melastomataceae. Utöver nominatformen finns också underarten M. i. glabrata.